# 772 TCN
772 TCN là một năm trong lịch La Mã.